# Bailleul-aux-Cornailles
Bailleul-aux-Cornailles är en kommun i departementet Pas-de-Calais i regionen Hauts-de-France i norra Frankrike. Kommunen ligger i kantonen Aubigny-en-Artois som tillhör arrondissementet Arras. År 2022 hade Bailleul-aux-Cornailles 267 invånare.

## Befolkningsutveckling
Antalet invånare i kommunen Bailleul-aux-Cornailles
| Referens: INSEE |